# Wellsburg (Virgínia de l'Oest)
Wellsburg és una població dels Estats Units a l'estat de Virgínia de l'Oest. Segons el cens del 2000 tenia 2.891 habitants.

## Demografia
Segons el cens del 2000, Wellsburg tenia 2.891 habitants, 1.361 habitatges, i 815 famílies. La densitat de població era de 1.200,2 habitants per km².
Dels 1.361 habitatges en un 20,6% hi vivien nens de menys de 18 anys, en un 47,1% hi vivien parelles casades, en un 9,8% dones solteres, i en un 40,1% no eren unitats familiars. En el 37% dels habitatges hi vivien persones soles el 19,7% de les quals corresponia a persones de 65 anys o més que vivien soles. El nombre mitjà de persones vivint en cada habitatge era de 2,12 i el nombre mitjà de persones que vivien en cada família era de 2,78.
Per edats la població es repartia de la següent manera: un 17,9% tenia menys de 18 anys, un 7,2% entre 18 i 24, un 23,3% entre 25 i 44, un 27,6% de 45 a 60 i un 24% 65 anys o més.
L'edat mediana era de 46 anys. Per cada 100 dones de 18 o més anys hi havia 81,6 homes.
La renda mediana per habitatge era de 27.298 $ i la renda mediana per família de 36.750 $. Els homes tenien una renda mediana de 29.808 $ mentre que les dones 18.707 $. La renda per capita de la població era de 18.498 $. Entorn de l'11,4% de les famílies i el 14,6% de la població estaven per davall del llindar de pobresa.

## Poblacions més properes
El següent diagrama mostra les poblacions més properes.